# چالی‌دوزو (بتلیس)
چالی‌دوزو (به ترکی استانبولی: Çalıdüzü) یک منطقهٔ مسکونی در ترکیه است که در بیتلیس واقع شده‌است. چالی‌دوزو ۱۱۹ نفر جمعیت دارد.